# Shuai jiao

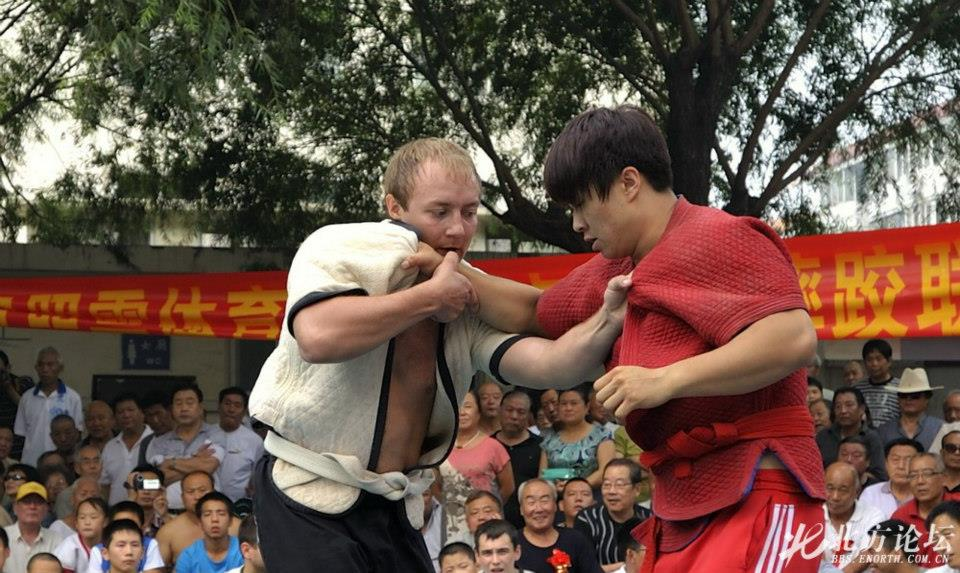
Lottatori di Shuai jiao.

Lo Shuai jiao (摔跤, pinyin Shuāijiāo) è un'arte marziale cinese che combina prese e colpi imparentate strettamente con la lotta mongola e con il judo. Viste le sue peculiarità è considerata una disciplina indipendente da tutti gli altri stili marziali cinesi. Originariamente era solamente uno stile di lotta, ma successivamente furono inseriti anche colpi e parate nel suo interno.

## Storia
Il primo termine cinese con il quale ci si riferisce alla lotta, jǐao lì («urtare di corna»), fa riferimento ad un antico sport nel quale i contendenti indossavano dei copricapi con le corna con cui davano colpi di testa contro i loro avversari. La leggenda narra che il jiao li fu usato nel 2697 a.C. dall'esercito dell'Imperatore Giallo contro i soldati di un esercito ribelle guidato da Chi You. In tempi più recenti, alcuni giovani praticherebbero un gioco simile, emulando i combattimenti degli animali domestici senza copricapo. Il Jiao li viene descritto come una disciplina all'origine della lotta e di successive forme di arti marziali in Cina.

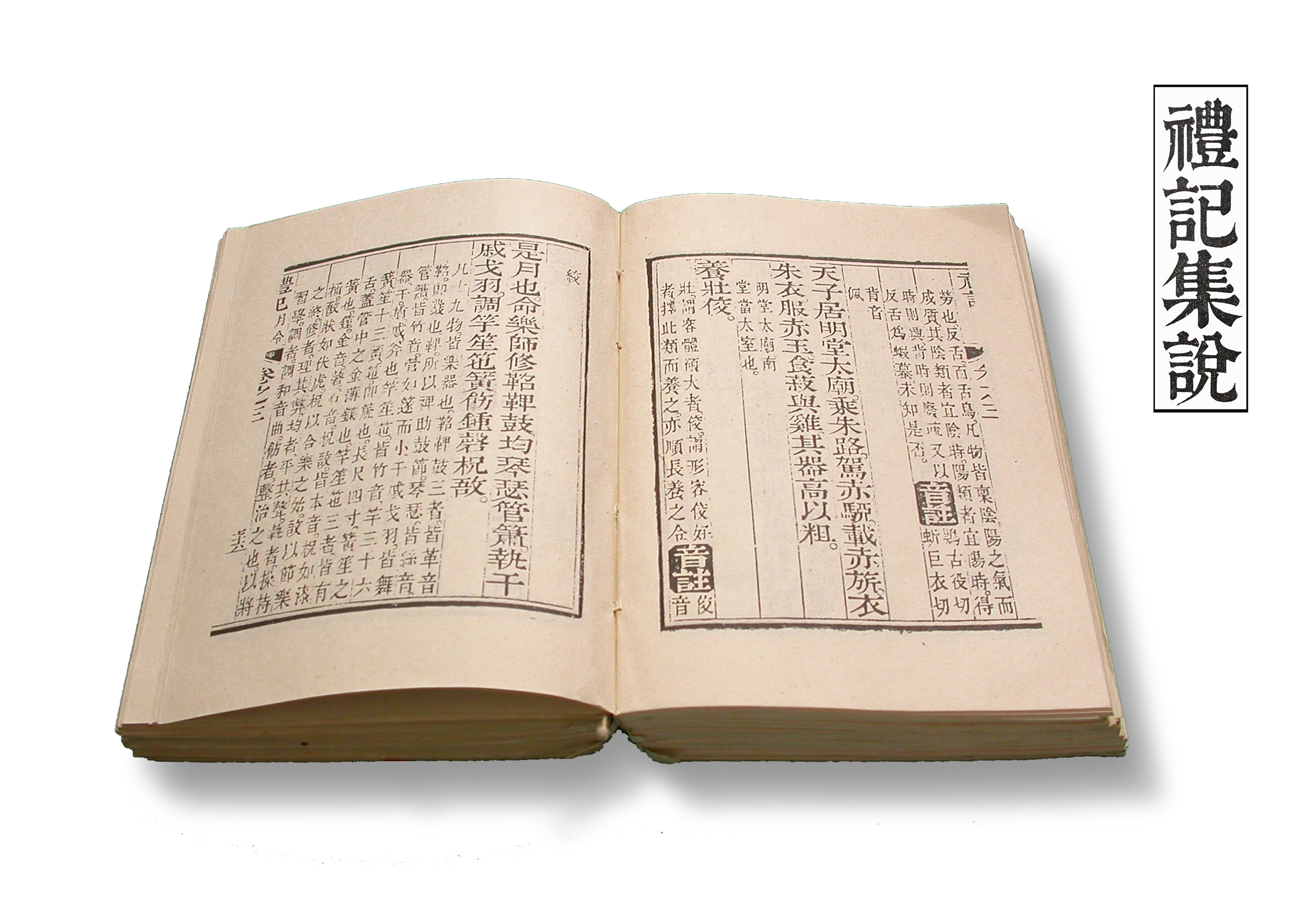
La pratica del Jiao li nella Dinastia Zhou fu registrata nel Classico dei riti.

Il Jiao li (角力) divenne un'arte marziale basata sulle prese che si sviluppò sotto la Dinastia Zhou, (fra il XII e il XIV secolo). Una parte ufficiale del programma militare Zhou era sotto l'ordine del re. Jiao li viene pertanto considerata la più antica arte marziale cinese ed è tra le più antiche arti marziali sistematiche nel mondo. Lo Jiao li integra tecniche di proiezione con attacchi, parate, joint locks e attacchi su punti di pressione. Questi esercizi venivano praticati durante l'inverno dai soldati che si applicavano, inoltre, nel tiro con l'arco e nello studio della strategia militare.
Il Jiao li divenne uno sport pubblico sotto la Dinastia Qin (221-207 d.C.), quando gli incontri furono organizzati come eventi ricreativi e per la selezione dei migliori combattenti. I concorrenti lottavano su una piattaforma chiamata leitai, con il premio potenziale di essere assunti a far parte della guardia del corpo dell'imperatore o come istruttori di arti marziali per l'Esercito Imperiale. Alcune selezioni sarebbero durate una settimana o giù di lì, con oltre un migliaio di partecipanti. Jiao li fu insegnato ai militari in Cina nel corso dei secoli e la sua popolarità tra i militari mancesi garantì la sua influenza nelle successive arti marziali cinesi fino alla fine della Dinastia Qing.